# José Raúl Capablanca
José Raúl Capablanca y Graupera (La Habana, 19 de noviembre de 1888 - Nueva York, 8 de marzo de 1942) fue un ajedrecista cubano, campeón mundial de ajedrez de 1921 a 1927. Por su genio precoz, fue apodado "El Mozart del Ajedrez"; por el aura de invencibilidad, en su época dorada se le llamó "la máquina del ajedrez".
Capablanca, Ramón Fonst y Alfredo de Oro constituyen las tres figuras más importantes del mundo deportivo cubano de las primeras décadas del siglo XX, cuando fueron llamados "la tríada de oro cubana", ya que cada uno era el máximo exponente en su deporte.

## Biografía

### Sus primeros años

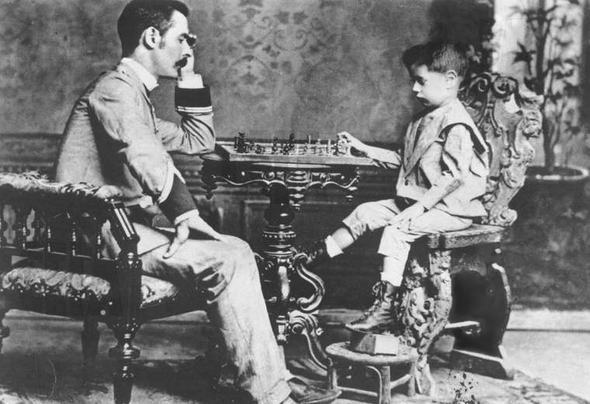
Capablanca con su padre José María Capablanca en 1892.

Capablanca nació en el Castillo del Príncipe, instalación militar de La Habana, el 19 de noviembre de 1888. José Raúl fue el segundo hijo de José María Capablanca Fernández, oficial del ejército español, y la matancera de origen catalán Matilde María Graupera Marín. 
Según su propio relato, Capablanca aprendió a jugar el ajedrez a los cuatro años de edad, observando a su padre jugar con amigos. En el transcurso de una de las partidas, que este jugaba habitualmente por las tardes con el general Francisco de Paula Loño y Pérez, de quien era asistente, observó que don José María movía el caballo de una manera no permitida; ante la sorpresa de todos, lo acusó de hacer trampas y pasó a demostrarle lo que había hecho. Acto seguido, Capablanca disputó una partida de ajedrez con su padre y lo venció.
Cuando el niño cumplió los cinco años, su padre comenzó a llevarlo al Club de Ajedrez de La Habana. A los mejores jugadores del club les fue imposible derrotarlo dándole ventaja de dama (es decir, el oponente jugaba sin dama). En diciembre de 1901, a la edad de trece años, derrotó al campeón nacional cubano Juan Corzo con el resultado de 4 victorias, 3 derrotas y 6 tablas, alcanzando el título de campeón de Cuba.

### Hacia la cima
Terminó sus estudios en el Instituto de Bachillerato de Matanzas. Su familia no disponía de recursos como para permitirle estudiar en el extranjero, pero en vista de sus buenos resultados académicos, su mecenas Ramón Pelayo de la Torriente, i marqués de Valdecilla, se dispuso a financiar su formación en los Estados Unidos con vistas a que en el futuro gestionase sus prósperos negocios azucareros en Cuba. Cursó la secundaria en la Escuela Woody Cliff de Nueva Jersey, aspirando a entrar en la Universidad de Columbia para seguir la carrera de Ingeniería química. Sin embargo, permanentemente distraído por su pasión en el juego, solo cursó los dos primeros años.
En 1905 comenzó a frecuentar el Club de Ajedrez de Manhattan. En la noche del 6 de abril de 1906 participó en un torneo relámpago en el que, tras sucesivas partidas eliminatorias, venció al gran Emanuel Lasker, ante el asombro de todos, adjudicándose el torneo. Lasker estrechó la mano de su vencedor diciéndole: «Es notable joven, usted no ha cometido errores». 
En su primer encuentro internacional, se enfrentó al maestro estadounidense Eugene Delmar, a quien ganó todas las partidas, a pesar de haberle otorgado ventaja de peón y salida.
Entre fines de 1908 y 1909 participó en una prolongada gira estadounidense; de un total de 734 partidas, ganó 703, entabló 19 y solo sufrió 12 derrotas.
En 1909, a la edad de 20 años, Capablanca ganó un encuentro al campeón estadounidense Frank Marshall (+8 -1 =14). Fue la insistencia de Marshall lo que permitió que se le dejara participar al joven Capablanca en el torneo de San Sebastián, España, en 1911. Esta era una de las competiciones más importantes de la época; todos los grandes jugadores del planeta estarían presentes excepto el entonces campeón mundial Emmanuel Lasker. Al inicio del torneo Osip Bernstein y Aron Nimzowitsch objetaron la presencia del invitado pues este no había ganado todavía ninguno de los grandes torneos. Sin embargo, después de que Capablanca ganara su primer juego contra Bernstein (en una partida que le otorgaría el premio a la brillantez), éste reconoció su talento y dijo que no se sorprendería si su vencedor terminaba ganando la presea mayor.

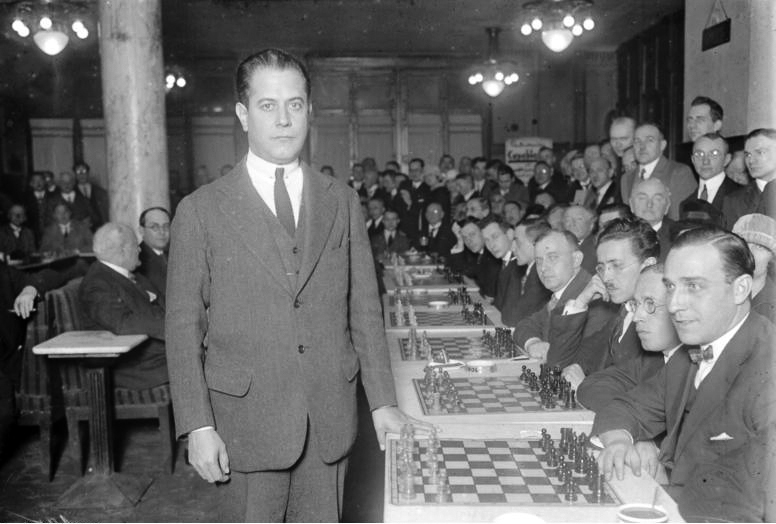
Capablanca en Berlín dando una gran presentación simultánea de 30 tableros.

Tras una movida durante un juego en la variedad de ajedrez rápido, Nimzowitsch se ofendió a raíz de un comentario de Capablanca, a quien respondió: "Los jugadores sin trayectoria deberían mantener la boca cerrada en presencia de sus superiores". En el acto, Capablanca retó a Nimzowitsch a enfrentarlo en una serie de juegos rápidos, los cuales ganó fácilmente. Los maestros presentes en el lugar concluyeron que el joven cubano era insuperable en la variante rápida, distinción que le correspondería hasta el final de su vida. Capablanca efectivamente terminó ganando el campeonato (nuevamente frente a Nimzowitsch), usando una apertura muy admirada por Mijaíl Botvínnik, y asombrando el mundo del ajedrez al ganar con balance de +6 -1 =7, por delante de Akiba Rubinstein, Carl Schlechter y Siegbert Tarrasch.
En 1911 retó a Lasker por el campeonato del mundo. El alemán aceptó el desafío, pero propuso 17 condiciones para el cruce. Capablanca no estuvo de acuerdo con algunas y no llegaron a un acuerdo.
En 1913 jugó en La Habana y terminó segundo detrás de Frank Marshall, habiendo perdido una de las partidas contra el estadounidense después de tener una posición ventajosa. Reuben Fine afirmó que Capablanca había exigido al alcalde el desalojar a todos los espectadores para que no lo vieran en el mal estado de ánimo mientras perdía. Esta historia ha circulado en libros y en la red; sin embargo, el libro de Edward G. Winter (véase aquí) documenta que la historia de Fine no tiene ningún fundamento. Demuestra en cambio que los 600 espectadores presentes, que naturalmente apoyaban a su compatriota, le dieron a Marshall una fuerte ovación. Las notas del mismo Marshall corroboran esta versión: cuando oyó el griterío de la multitud creyó que lo iban a linchar, por lo que pidió una escolta de seguridad para que lo llevara rápidamente a su hotel. Después le contaron lo que había sucedido en realidad.
Inmediatamente después de esto Capablanca obtuvo un resultado de +13 -0 =0 en un torneo en Nueva York, aunque Oldrich Duras era el único Gran Maestro Internacional entre todos sus rivales.
En septiembre de 1913 consiguió un trabajo en el Ministerio de Relaciones Exteriores de Cuba. El sueldo mediano que le proporcionaba este empleo le permitió seguir disfrutando de su pasión ajedrecística y realizar algunos viajes al exterior en busca de nuevos desafíos. Durante muchos años fue el cubano más famoso.
Poco después jugó una serie de partidas en Europa contra los mejores jugadores de la época: en Berlín derrotó a Jacques Mieses y a Richard Teichmann; en San Petersburgo jugó una serie de seis partidas, dos contra Alexander Alekhine, dos contra Yevgeni Znosko-Borovski y dos contra Fedor Duz-Khotimirsky, perdiendo una vez contra Znosko-Borovski y ganando el resto. Estos fueron sus primeros encuentros con Alekhine, quien fue superado ampliamente. Luego, en Riga, batió a Nimzowitsch en un elegante final de alfiles de color opuesto. En Moscú venció a Bernstein en una partida que aparece en muchas antologías como una joya por la jugada ganadora 29... Db2!!, y por la nueva estrategia de peones colgantes. En Kiev superó a Bogatyrchuk, entre otros. Ya en Viena, derrotó a Richard Réti en una partida y a Savielly Tartakower 1,5-0,5. Capablanca dio también un gran número de partidas simultáneas destacadas por su rapidez y gran cantidad de victorias.
En el gran torneo de 1914 en San Petersburgo, con la participación de la mayoría de los mejores jugadores del mundo (con la excepción de los del Imperio austrohúngaro), Capablanca se encontró con el gran Lasker por primera vez en un torneo normal (el cubano había ya ganado la final del mencionado torneo de ajedrez relámpago de 1906, en el que innovó con una ahora famosa composición final). Capablanca tomó ventaja de un punto y medio en las rondas preliminares, y obligó a Lasker a luchar por el empate. Ganó nuevamente el premio por brillantez contra Bernstein y tuvo algunas victorias importantes contra David Janowsky, Nimzowitsch y Alekhine.
Sin embargo, fue víctima de una notoria mejoría de Lasker en la segunda parte del torneo, que incluyó una famosa victoria del alemán. Terminó segundo, detrás de Lasker con 13 puntos contra 13,5 del alemán, pero delante de Alekhine, quien finalizó en tercer puesto. Al concluir el torneo, el Zar Nicolás II proclamó a los cinco ganadores de premios (Lasker, Capablanca, Alekhine, Tarrasch y Marshall) como "Grandes Maestros del Ajedrez".

### Campeón Mundial

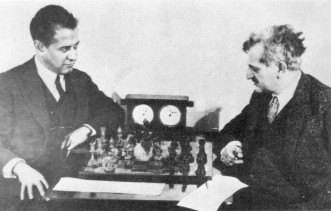
Capablanca (izquierda) y Lasker (derecha) en Moscú en 1925.

En 1920, Lasker se dio cuenta de que Capablanca se estaba haciendo demasiado fuerte y decidió renunciar al título en favor de este, añadiendo: "Usted ha ganado el título no por la formalidad de un desafío, sino por su brillante maestría". El cubano prefería ganarlo en un match, pero Lasker insistió en que era él ahora el retador. En 1921 jugaron el campeonato en La Habana donde Capablanca venció al alemán sin perder una sola partida: +4 -0 =10. No sería sino hasta ocho décadas más tarde cuando esto se repetiría, cuando en 2000 Vladímir Krámnik le ganó a Garri Kaspárov +2 -0 =13.
El nuevo campeón del mundo, Capablanca, dominó en Londres en 1922. Hubo un número interesante de jugadores fuertes y se creía que el campeón no debería poder evadir retos a su título como había sucedido en el pasado. En este torneo, algunos de los mejores jugadores de la época (Alexander Alekhine, Efim Bogoljubov, Géza Maróczy, Richard Réti, Akiba Rubinstein, Tartakower y Milan Vidmar) se reunieron para discutir reglas para los campeonatos mundiales por venir. Entre otras cosas, una de las condiciones propuestas por el campeón fue que el aspirante al título tendría que reunir al menos diez mil dólares para el premio.
En los años siguientes, Rubinstein y Nimzowitsch desafiaron a Capablanca pero no lograron reunir el dinero. 
Resultó segundo en Nueva York en 1924, otra vez por delante de Alekhine. En 1925 fue tercero en Moscú detrás de Efim Bogoljubov y Lasker. Pero en 1927 dominó el torneo en Nueva York contra seis jugadores sin perder una partida y con 2,5 puntos más que Alekhine.
En este periodo también hubo varios cambios en la vida personal del maestro. En diciembre de 1921 se casó con Gloria Simoni Betancourt. Tuvieron un hijo, José Raúl, en 1923 y una hija, Gloria, en 1925, pero el matrimonio terminó en divorcio. También por ese tiempo perdió a su padre y a su madre.

### Pérdida del título

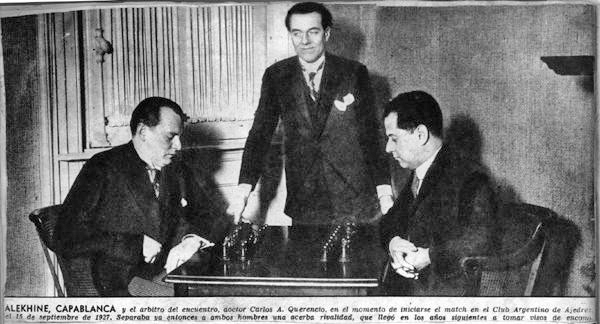
De izquierda a derecha: Alexander Alekhine, el árbitro Dr. Carlos Augusto Querencio y José Raúl Capablanca durante el Campeonato Mundial de Ajedrez de 1927 en Buenos Aires.

El éxito en Nueva York en 1927 fue excepcional: terminó invicto en una vuelta cuádruple con seis de los mejores jugadores del mundo y con 2,5 puntos por encima del segundo lugar (Alekhine). Capablanca también superó al moscovita en su primer enfrentamiento, ganó el premio de la partida más brillante contra Rudolf Spielmann y ganó dos juegos interesantes contra Nimzowitsch.
Esto le dejó como el gran favorito para el campeonato contra Alekhine —que hasta entonces no había podido ganar nunca a Capablanca—. El desafío fue respaldado por un grupo de hombres de negocios argentinos y el presidente de este país, que garantizó los fondos.
La proximidad del partido llevó a una serie de pronósticos sobre su resultado:
El gran maestro austríaco Rudolf Spielmann sentenció: "Alekhine no va a ganar ninguna partida"; según Vidmar: "Alekhine no tiene ni la sombra de una posibilidad"; Bogoljubov coincidió: "El resultado final va a ser 6 x 3 a favor de Capablanca"; Nimzowitch y Maroczy se pronunciaron también en favor de la victoria del cubano. 
El propio Capablanca se sentía seguro de su triunfo, por lo que —fiel a su estilo— no se preparó para el encuentro, confiando en su capacidad única para resolver los problemas directamente frente al tablero; en cambio, llevado por sus responsabilidades laborales como representante del ajedrez de Cuba, participó en una gira de partidas de exhibición por el Brasil.
En una estrategia diametralmente opuesta, su contrincante se dedicó a la compleja tarea de estudiar con inédita profundidad los patrones subyacentes en el estilo de juego de Capablanca, sus movimientos recurrentes y respuestas ante problemas complicados, etcétera, inaugurando una forma de trabajo que es norma hoy en día entre los máximos exponentes del ajedrez mundial.
El encuentro se jugó en septiembre en Buenos Aires. Ganaría el primero en obtener seis victorias. Alekhine jugó con paciencia y solidez y llevó a Capablanca a perder la primera partida de manera mediocre, para luego tomar ventaja ganando la partida número 3 y 7 —juegos de ataque más al estilo de Alekhine— y luego perdió las partidas 11 y 12. Capablanca intentó convencer a Alekhine para anular el encuentro después de una larga serie de tablas. El ruso rehusó, y acabó venciendo +6 -3 =25, en el match más largo de la historia del campeonato del mundo, exceptuando el campeonato en 1985 entre Karpov y Kasparov.
Alekhine no aceptó jugar la revancha, contraviniendo una de las condiciones del enfrentamiento. A pesar del colapso de los mercados financieros en 1929, Alekhine siguió insistiendo en las condiciones acordadas en Londres, es decir, Capablanca estaba obligado a recaudar 10 000 dólares. El aspirante no logró satisfacer esta condición. En cambio, Alekhine jugó dos campeonatos mundiales contra Efim Bogoljubov, que era un buen ajedrecista, pero no una amenaza para él en un juego extenso. Durante su reinado, Alekhine rechazó jugar en los mismos torneos que su rival.

### Postcampeonato
Capablanca ganó varios torneos fuertes después de haber perdido el título mundial, y tenía la esperanza de que tarde o temprano sus resultados obligarían a Alekhine a jugar una revancha por el campeonato del mundo, lo que no sucedió. En 1931 derrotó al gran jugador neerlandés Max Euwe +2 -0 =8, tras lo cual dejó de jugar por un tiempo al más alto nivel, participando solamente en partidas de menos importancia en el Club de Ajedrez de Manhattan.
Reuben Fine, extraordinario jugador de ajedrez rápido, rememora que en este período jugó varios cruces de esta especialidad con Alekhine, con resultados muy parejos. En comparación, las pocas veces que se enfrentó en esta variante con el cubano, este lo machacó "sin misericordia".
En 1934 comenzó de nuevo a jugar torneos de mayor importancia. Olga Chagodayev, con quien se casó en 1938, lo inspiró a competir de nuevo. Alekhine perdió el título contra Euwe en 1935 en parte debido a sus problemas con el alcohol. Esto le dio a Capablanca nuevas esperanzas de volver a ganar el título, y ganó en Moscú en 1936, delante de Botvinnik y Lasker. En el gran torneo de Nottingham en 1936, terminó empatado con Botvinnik en primer lugar, seguido de cerca por los nuevos talentos de Reuben Fine, Samuel Reshevsky y más atrás Alekhine, Salomon Flohr, Euwe y Lasker. Este torneo tuvo bastante trascendencia pues jugaban 5 pasados, presentes o futuros campeones del mundo y fue descrito como "el torneo más grande de la historia".
Ésta fue la primera partida de Capablanca contra Alekhine desde el gran campeonato mundial entre los dos y el genio cubano no perdió la oportunidad de vengar su derrota. Teniendo una posición inferior, logró atrapar al ruso en una trampa tan elaborada que ninguno de los otros jugadores (excepto Lasker) se dio cuenta de dónde el perdedor había cometido el error.
Capablanca comentó sobre este particular en El legado de Capablanca: sus últimas presentaciones (páginas 111–112) expresando su admiración por la astucia que Lasker demostraba incluso a los sesenta años. Sin embargo, el cubano no menciona a su oponente: Alekhine. La relación entre ambos era de profundo desagrado mutuo, hasta el punto en que rara vez compartieron un tablero por más de unos segundos: cada uno hacía su movida y luego se levantaba para caminar por las cercanías.
En 1937, Euwe, en contraste con la situación entre Alekhine y Capablanca, cumplió con su obligación y concedió a Alekhine el juego de revancha. Alekhine dejó de beber, se preparó bien y volvió a ganar fácilmente el primer puesto. Después de esto no hubo mucha esperanza de que Capablanca volviera a disputar el título, Alekhine no jugó más partidas por el campeonato del mundo y murió en 1946. El absoluto y arbitrario control del título por parte del circunstancial campeón impulsó a la FIDE a reglamentar el mecanismo de elección de rivales y así asegurarse de que el mejor aspirante tuviera la oportunidad de acceder a la final.
Poco después la salud de Capablanca comenzó a empeorar. Tuvo un pequeño accidente cerebrovascular durante el Torneo AVRO de 1938, y tuvo el peor resultado de su carrera: séptimo de ocho jugadores. Sin embargo, incluso en esta etapa de su declive, fue capaz de producir resultados extraordinarios: En la olimpíada de ajedrez de 1939 en Buenos Aires, representando a Cuba, logró obtener la medalla de oro individual al mejor primer tablero, por delante de Alekhine y de Paul Keres.

El 7 de marzo de 1942, Capablanca se encontraba en el Club de Ajedrez de Manhattan en Nueva York. El cubano, de muy buen humor, hacía bromas en relación con las jugadas que se producían en el tablero. De pronto, sorprendiendo a los que le rodeaban, se puso en pie exclamando: "Ayúdenme a quitar el abrigo...", desplomándose luego en brazos de los ajedrecistas que se le acercaron. Trasladado momentos después al Hospital Monte Sinaí, al que llegó en estado comatoso, falleció a las 5:30 de la mañana del día 8. La causa directa de su muerte fue hemorragia cerebral, consecuencia de la hipertensión arterial que venía padeciendo desde hacía bastante tiempo. Justamente un año antes, en el mismo hospital, había fallecido Emanuel Lasker. Tras su muerte el mundo del ajedrez sufrió una terrible consternación. Los grandes maestros más importantes de la época, incluyendo a Alekhine, expresaron sus pésames y le calificaron como el jugador de ajedrez más grande de todos los tiempos.

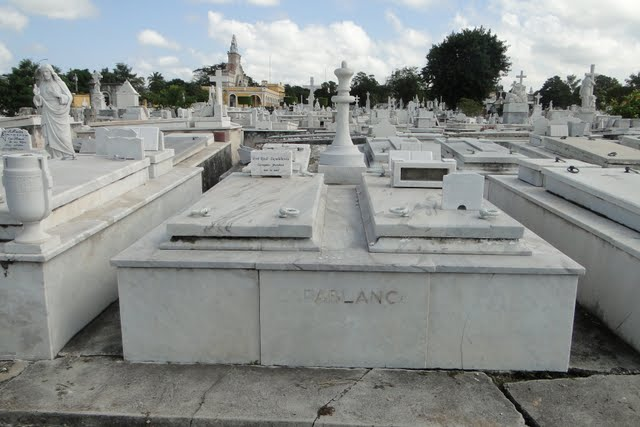
La tumba de José Raúl Capablanca en la necrópolis de Cristóbal Colón de La Habana.

José Capablanca recibió sepultura en la necrópolis de Cristóbal Colón, en La Habana, con grandes honores. El general Fulgencio Batista, dictador de Cuba, se hizo personalmente cargo de los trámites funerarios. Capablanca falleció a la edad de 53 años y 109 días. En 1951, Cuba editó una estampilla de 25 centavos con su retrato, la primera con la figura de un maestro de ajedrez.

## Valoración de su carrera
En toda su carrera Capablanca sufrió menos de cincuenta derrotas en partidas oficiales. En partidas oficiales perdió 35, el 6% del total. Permaneció invicto por más de ocho años, desde el 10 de febrero de 1916, cuando perdió desde una posición superior contra Oscar Chajes, hasta el 21 de marzo de 1924, cuando sucumbió frente a Richard Réti en el Torneo Internacional de Nueva York. Se trata de un récord de 63 juegos, que incluyó el delicadísimo torneo de Londres de 1922 y la partida por el campeonato del mundo contra Lasker. De hecho, solo Marshall, Lasker, Alekhine y Rudolf Spielmann ganaron dos o más partidas oficiales frente a un Capablanca maduro, aunque los totales de sus respectivas carreras son negativos (Capablanca derrotó a Marshall +20 -2 =28, a Lasker +6 -2 =16, a Alekhine +9 -7 =33), a excepción de Spielmann que consiguió su nivel (+2 -2 =8). De la élite mundial, solamente Paul Keres tuvo un estrecho margen a su favor (+1 -0 =5), triunfo que ocurrió cuando Capablanca tenía 50 años, en el declive de su carrera. Su puntaje Elo ha sido calculado en 2725.
Capablanca no fundó ninguna escuela por sí mismo, pero su estilo fue muy influyente en las partidas de los campeones mundiales Bobby Fischer y Anatoly Karpov. Mijaíl Botvínnik escribió acerca de cuánto aprendió de Capablanca, y precisó que también Alekhine debía al cubano mucho de su juego posicional, que aprendió durante sus frecuentes reuniones antes de que la lucha por el título del mundo les hiciera enemigos. Botvinnik considera a Los fundamentos del ajedrez, de Capablanca, como el mejor libro sobre ajedrez que se haya escrito. En este texto el gran maestro precisa que mientras que el alfil es generalmente más fuerte que el caballo, la unión de dama más caballo es generalmente superior que la combinación de dama y alfil: el movimiento diagonal de este simplemente imita al de la dama, mientras que el caballo la complementa, alcanzando inmediatamente posiciones que le están vedadas a la dama. Botvinnik acredita a Capablanca como el primero en hacer esta observación. 

### Críticas
La crítica más común a su figura se centra en su tradicional pereza: al frente del tablero, si no podía conseguir algo por medios sencillos entonces ni siquiera lo intentaba. Esta característica se manifestaba en que por lo general confiaba en su instinto dejando el cálculo de lado, lo que en ocasiones redundaba en errores graves. Además –y excepcionalmente– fue incapaz de resolver algunos finales difíciles.
En cierto momento Capablanca fue criticado —principalmente en Gran Bretaña— por la supuestamente vanidosa descripción de sus propios logros en su primer libro, Mi carrera en el ajedrez. En respuesta, el maestro tomó la medida sin precedente de incluir virtualmente todas sus derrotas en torneos y partidas en Los fundamentos del ajedrez, junto con un grupo representativo de sus victorias. Por otro lado J. du Mont, en su prólogo al libro de Golombek Los 100 mejores juegos de Capablanca, atestigua que el cubano —a quien conocía bien— no era en absoluto una persona vanidosa; en cambio aconsejaba a los críticos que aprendieran la diferencia entre la mente simplemente dotada y el genio elevado de un Capablanca, y el contraste entre la tendencia británica hacia la falsa modestia con la costumbre hispanoamericana de decir "jugué este juego tan bien como podría ser jugado" cuando honestamente se cree estar en lo correcto. Du Mont también afirma que Capablanca era bastante sensible a la crítica. Edward G. Winter, historiador del ajedrez, documenta un número de ejemplos de autocrítica en Mi carrera en el ajedrez.

## Propuesta de nuevas reglas
|    | |    |    |    |    |    |    |    |    |
|    | \| \| \| \| \| \| \| \| \| \| \| \| \| \| \| \| \| \| \| \| \| \| \| \| \| \| \| \| \| \| \| \| \| \| \| \| \| \| \| \| \| \| \| \| \| \| \| \| \| \| \| \| \| \| \| \| \| \| \| \| \| \| \| \| \| \| \| \| \| \| \| \| \| \| \| \| \| \| \| \| \| \| \| \| \| \| \| \| |    |    |    |    |    |    |    |    |
|    | |    |    |    |    |    |    |    |    |
| a8 | b8 | c8 | d8 | e8 | f8 | g8 | h8 | i8 | j8 |
| a7 | b7 | c7 | d7 | e7 | f7 | g7 | h7 | i7 | j7 |
| a6 | b6 | c6 | d6 | e6 | f6 | g6 | h6 | i6 | j6 |
| a5 | b5 | c5 | d5 | e5 | f5 | g5 | h5 | i5 | j5 |
| a4 | b4 | c4 | d4 | e4 | f4 | g4 | h4 | i4 | j4 |
| a3 | b3 | c3 | d3 | e3 | f3 | g3 | h3 | i3 | j3 |
| a2 | b2 | c2 | d2 | e2 | f2 | g2 | h2 | i2 | j2 |
| a1 | b1 | c1 | d1 | e1 | f1 | g1 | h1 | i1 | j1 |

| a8 | b8 | c8 | d8 | e8 | f8 | g8 | h8 | i8 | j8 |
| a7 | b7 | c7 | d7 | e7 | f7 | g7 | h7 | i7 | j7 |
| a6 | b6 | c6 | d6 | e6 | f6 | g6 | h6 | i6 | j6 |
| a5 | b5 | c5 | d5 | e5 | f5 | g5 | h5 | i5 | j5 |
| a4 | b4 | c4 | d4 | e4 | f4 | g4 | h4 | i4 | j4 |
| a3 | b3 | c3 | d3 | e3 | f3 | g3 | h3 | i3 | j3 |
| a2 | b2 | c2 | d2 | e2 | f2 | g2 | h2 | i2 | j2 |
| a1 | b1 | c1 | d1 | e1 | f1 | g1 | h1 | i1 | j1 |

Capablanca predijo que el ajedrez enfrentaría dificultades mayores si continuaba la tendencia de que los jugadores de élite terminaran sus partidas en tablas. Para evitarlo sugirió una variación del esquema de juego, llamada el "Ajedrez de Capablanca", a desarrollarse en un tablero de 8x10. Su idea se basaba en que el mayor número de piezas y las dimensiones extendidas del tablero permitirían al jugador más efectivo expresar claramente su superioridad, debido a la complejidad y los grados de libertad adicionales. 
Cabe anotar que el gran maestro propuso esta variación complicada mientras era campeón mundial y no después de perder el título, como algunas fuentes sostienen incorrectamente.

## Torneo Internacional Capablanca in Memoriam
A partir de 1962 se desarrolla en Cuba, en honor de Capablanca, el Torneo Internacional Capablanca in Memoriam, uno de los torneos ajedrecísticos más importantes de América Latina.

## Resultados en torneos y tandas individuales
| Torneo                                                | Ciudad                     | Puntos      | Resultado                                                               |
| 1902                                                  | 1902                       | 1902        | 1902                                                                    |
| ----------------------------------------------------- | -------------------------- | ----------- | ----------------------------------------------------------------------- |
| Campeonato de Cuba de ajedrez contra Juan Corzo       | La Habana                  | (+4 -3 =6)  | Capablanca gana 7 - 6                                                   |
| 1906                                                  |                            |             |                                                                         |
| Cruce contra Robert Raubitschek                       | Nueva York                 | (+2 -0 =0)  | Capablanca gana 2 - 0                                                   |
| Campeonato universitario                              | Nueva York                 | (+4 -0 =1)  | Capablanca juega por la Universidad de Columbia.                        |
| 1909                                                  |                            |             |                                                                         |
| Enfrentamiento contra Frank Marshall                  | Nueva York                 | (+8 -1 =14) | Capablanca gana 15 - 8                                                  |
| 1910                                                  |                            |             |                                                                         |
| Campeonato del estado de Nueva York                   | Nueva York                 | (+7 -0 =0)  | 1. lugar                                                                |
| 1911                                                  |                            |             |                                                                         |
| Campeonato del estado de Nueva York                   | Nueva York                 | (+8 -1 =3)  | 2. lugar                                                                |
| Torneo internacional                                  | San Sebastián              | (+6 -1 =7)  | 1. lugar                                                                |
| 1913                                                  |                            |             |                                                                         |
| Sesión contra Charles Jaffé                           | Nueva York                 | (+2 -0 =1)  | Jaffé abandona después de 3 partidas                                    |
| Campeonato del estado de Nueva York                   | Nueva York                 | (+10 -1 =7) | 1. lugar                                                                |
| Torneo internacional                                  | La Habana                  | (+8 -2 =4)  | 2. lugar                                                                |
| Torneo Memorial Rice                                  | Nueva York                 | (+13 -0 =0) | 1. lugar                                                                |
| 1914                                                  |                            |             |                                                                         |
| Torneo internacional                                  | San Petersburgo            | (+10 -2 =6) | 2. lugar                                                                |
| 1915                                                  |                            |             |                                                                         |
| Campeonato del estado de Nueva York                   | Nueva York                 | (+12 -0 =2) | 1. lugar                                                                |
| 1916                                                  |                            |             |                                                                         |
| Torneo Memorial Rice                                  | Nueva York                 | (+12 -1 =4) | 1. lugar                                                                |
| 1918                                                  |                            |             |                                                                         |
| Torneo Club de Ajedrez de Manhattan                   | Nueva York                 | (+9 -0 =3)  | 1. lugar                                                                |
| 1919                                                  |                            |             |                                                                         |
| Disputa contra Boris Kostić                           | La Habana                  | (+5 -0 =0)  | Capablanca gana 5 - 0                                                   |
| Torneo internacional                                  | Hastings                   | (+10 -0 =1) | 1. lugar                                                                |
| 1921                                                  |                            |             |                                                                         |
| Campeonato mundial contra Emanuel Lasker              | La Habana                  | (+4 -0 =10) | Lasker abandona después de 14 partidas. Capablanca es campeón del mundo |
| 1922                                                  |                            |             |                                                                         |
| Torneo internacional                                  | Londres                    | (+11 -0 =4) | 1. lugar                                                                |
| 1924                                                  |                            |             |                                                                         |
| Torneo internacional                                  | Nueva York                 | (+10 -1 =9) | 2. lugar                                                                |
| 1925                                                  |                            |             |                                                                         |
| Torneo internacional                                  | Moscú                      | (+9 -2 =9)  | 3. lugar                                                                |
| 1926                                                  |                            |             |                                                                         |
| Torneo internacional                                  | Lake Hopatcong             | (+4 -0 =4)  | 1. lugar                                                                |
| 1927                                                  |                            |             |                                                                         |
| Torneo internacional                                  | Nueva York                 | (+8 -0 =12) | 1. lugar                                                                |
| Campeonato mundial contra Alexander Alekhine          | Buenos Aires               | (+3 -6 =25) | Alekhine gana 18.5 - 15.5 y es el nuevo campeón del mundo               |
| 1928                                                  |                            |             |                                                                         |
| Torneo internacional                                  | Bad Kissingen              | (+4 -1 =6)  | 2. lugar                                                                |
| Torneo internacional                                  | Berlín                     | (+5 -0 =7)  | 1. lugar                                                                |
| Torneo internacional                                  | Budapest                   | (+5 -0 =4)  | 1. lugar                                                                |
| 1929                                                  |                            |             |                                                                         |
| Torneo internacional Gran Bretaña vs. Resto del Mundo | Ramsgate                   | (+4 -0 =3)  | Capablanca juega por el Resto del Mundo                                 |
| Torneo internacional                                  | Budapest                   | (+8 -0 =5)  | 1. lugar                                                                |
| Torneo internacional                                  | Karlsbad                   | (+10 -2 =9) | 2.-3. lugar con Rudolf Spielmann                                        |
| Torneo internacional                                  | Barcelona                  | (+13 -0 =1) | 1. lugar                                                                |
| 1929/1930                                             |                            |             |                                                                         |
| Torneo internacional                                  | Hastings                   | (+4 -0 =5)  | 1. lugar                                                                |
| 1930/1931                                             |                            |             |                                                                         |
| Torneo internacional                                  | Hastings                   | (+5 -1 =3)  | 2. lugar                                                                |
| 1931                                                  |                            |             |                                                                         |
| Encuentro contra Max Euwe                             | Ámsterdam                  | (+2 -0 =8)  | Capablanca gana 6 - 4                                                   |
| Torneo magistral                                      | Nueva York                 | (+9 -0 =2)  | 1. lugar                                                                |
| 1934/1935                                             |                            |             |                                                                         |
| Torneo internacional                                  | Hastings                   | (+4 -2 =3)  | 4. lugar                                                                |
| 1935                                                  |                            |             |                                                                         |
| Torneo internacional                                  | Moscú                      | (+7 -2 =10) | 4. lugar                                                                |
| Torneo internacional                                  | Margate                    | (+6 -1 =2)  | 2. lugar                                                                |
| 1936                                                  |                            |             |                                                                         |
| Torneo internacional                                  | Margate                    | (+5 -0 =4)  | 2. lugar                                                                |
| Torneo internacional                                  | Moscú                      | (+8 -0 =10) | 1. lugar                                                                |
| Torneo internacional                                  | Nottingham                 | (+7 -1 =6)  | 1. - 2. lugar con Mijaíl Botvínnik                                      |
| 1937                                                  |                            |             |                                                                         |
| Torneo internacional                                  | Semmering                  | (+2 -1 =11) | 3. - 4. lugar con Samuel Reshevsky                                      |
| 1938                                                  |                            |             |                                                                         |
| Torneo magistral                                      | París                      | (+6 -0 =4)  | 1. lugar                                                                |
| Torneo AVRO                                           | Varias ciudades holandesas | (+2 -4 =8)  | 7. lugar                                                                |
| 1939                                                  |                            |             |                                                                         |
| Torneo internacional                                  | Margate                    | (+4 -0 =5)  | 2. - 3. lugar con Salo Flohr                                            |
| Olimpiadas                                            | Buenos Aires               | (+7 -0 =9)  | Capablanca es el capitán del equipo cubano                              |

Capablanca jugó 583 partidas oficiales, ganando 302, entablando 246 y perdiendo 35, el 6% del total.

## Obra

### En español
- Capablanca, José Raúl. Fundamentos del Ajedrez. Editorial Fundamentos, 2002. ISBN 4-87187-842-2
- Capablanca, José Raúl. Lecciones elementales de Ajedrez. Editorial Fundamentos, 1989. ISBN 84-245-0330-9 .
- Capablanca, José Raúl. Arte y Secretos del ajedrez. Editorial Quetzal, Edición Argentina. Noviembre de 2001. ISBN 950-590-026-0

### En inglés
- Capablanca, José Raúl. A Primer of Chess. Harvest Books, 2002. ISBN 0-15-602807-7
- Capablanca, José Raúl. Chess Fundamentals. Everyman Chess, 1994. ISBN 1-85744-073-0
- Capablanca, José Raúl. My Chess Career. Hardinge Simpole Limited, 2003. ISBN 1-84382-091-9
- Capablanca, José Raúl. World's Championship Matches, 1921 and 1927. Dover, 1977. ISBN 0-486-23189-5

### En español
- Panov, Vasili N. (1979).  Martínez Roca, ed. Capablanca. ISBN 978-84-270-0212-8.
- Sánchez, Miguel Ángel, "Capablanca, leyenda y realidad". Ediciones UNEAC, La Habana, 1978.

### En inglés
- Schonberg, Harold. Grandmasters of Chess. Lippincott, 1973. ISBN 0-397-01004-4.
- Winter, Edward G. World chess champions. 1981. ISBN 0080249041.
- Chernev, Irving. Capablanca's Best Chess Endings. Dover, 1982. ISBN 0-486-24249-8.
- Golombek, Harry. Capablanca's Hundred Best Games of Chess. Bell, 1947. ISBN 1-879479-47-8.
- Reinfeld , Fred. The Immortal Games of Capablanca. Dover Publications, 1990. ISBN 0-486-26333-9.
- Hopper, David - Brandreth, Dale. Unknown Capablanca. Dover, 1993. ISBN 0-486-27614-7.
- Chernev, Irving. Twelve Great Chess Players and Their Best Games. Dover, 1995. ISBN 0-486-28674-6.
- Winter, Edward G. Capablanca: A Compendium of Games, Notes, Articles, Correspondence, Illustrations and Other Rare Archival Materials on the Cuban Chess Genius José Raúl Capablanca, 1888-1942. McFarland & Company, 1989. ISBN 0-89950-455-8.
- Sánchez, Miguel A. José Raúl Capablanca: A Chess Biography. McFarland & Company, 2015. ISBN 0-786-47004-6.